# Odjemnik zvoka
Odjemnik zvoka za strunska glasbila  (angl. Pickup) je naprava ki pretvarjaja vibracije strun v električni signal. Najbolj razširjeni so magnetni in piezo odjemniki zvoka. Slednji so največkrat uporabljeni v akustičnih in pol-akustičnih kitarah medtem ko magnetne odjemnike najdemo najpogosteje v električnih kitarah in bas kitarah. Možna je tudi kombinacija magnetnega in piezo odjemnika.

## Magnetni odjemniki zvoka
Sestavljen je v osnovi iz magneta in bakrene žice ovite okoli njega ki tvori tuljavo. Nihanje strune v magnetnem polju inducira napetost v tuljavi odjemalca. Inducirana napetost niha enako kot struna nad magnetom in tako magnetni odjemnik pretvori mehansko nihanje v električno, ki potuje po žicah kot signal, ki se ga lahko nadaljnjo obdela. Karakteristike magnetnega odjemnika v glavnem določa število ovojev v tuljavi in moč magneta. Jedra magnetov so lahko iz različnih materialov vendar v odjemnikih največkrat najdemo alnico, ki so zlitina aluminija,niklja in kobalta, ter keramične magnete.

### Odjemniki z eno tuljavo
Odjemnik z eno tuljavo (angl. Single coil) sestavlja samo ena serija magnetov, navadno za vsako struno eden. Takšni odjemniki so bolj občutljivi na spremembe v magnetnem polju in so zelo dovzetni za nihanja pri 50–60 Hz ki nastanejo kot posledica izmeničnega toka v žicah ostalih komponent in v na primer zvočnikih ojačevalca. To povzroča veliko elektromagnetnega šuma ki ga odjemnik zazna. Ta šum gre do nekatere mere zmanjšat z zaščito votlih delov glasbila kjer se nahajajo odjemniki in ostala elektronika.

### Odjemniki z dvema tuljavama
Odjemnik z dvema tuljavama bolj poznan pod imenom humbucker je navadno sestavljen iz magnetne plošče, dveh serij jeklenih polov in dveh v nasprotni smeri navitih tuljav. Severni pol magneta se dotika ene serije jeklenih polov medtem ko se južni dotika druge serije. Šum ki ga odjemnik zazna v eni tuljavi izniči šum iz druge tuljave saj sta si napetosti nasprotni. Takšen odjemnik tako do velike mere odpravi težavo, ki jo imajo odjemniki z eno tuljavo, vendar pa se ob izničenju šuma izničiju tudi nekatere visoke frekvence strun, kar pa prispeva h končnemu zvoku.

### Odjemniki z deljeno tuljavo
Odjemnik ima dve ločeni tuljavi vsako namenjeno polovici strun glasbila, tako da dve tuljavi opravljata isto funkcijo kot pri ostalih odjemnikih ena.Tuljavi sta lahko ločeni vsaka v svojem fizičnem odjemniku ali pa v skupnem ohišju. Primer odjemnika z deljeno tuljavo je na Fender Precision bas kitari. Tuljave takšnega odjemnika so lahko vezane enako kot pri humbucker odjemnikih z namenom izničevanja šuma.

### Aktivni odjemniki
Aktivni odjemniki zvoka vključujejo elektronsko vezje katero pomaga spremenit izhodni signal vendar pa za svoje delovanje potrebujejo napajanje, ki najpogosteje izhaja iz ene 9V baterije. Velikokrat jih spremlja tudi predojačevalec ali izenačevalnik zvoka, ki je nameščen na samem glasbilu in omogoča oblikovanje tona. Aktivni odjemniki imajo močnejši izhodni signal kot pasivni.

## Piezoelektrični odjemniki zvoka
Ti odjemniki so iz piezoelektričnega materiala kot je kristal in naketere keramike. Ta material pod obremenitvijo proizvaja električni tok. Piezoelektrične odjemnike najdemo največkrat v akustičnih glasbilih kot so kitare, violine, kontrabasi, možne pa so tudi kombinacije z magnetnimi odjemniki. Najpogosteje so nameščeni pod most glasbila kjer je prenos vibracij strun največji. Odjemnik zazna vibracije strun in glede na te proizvaja izmenični tok.